# Bicicleta e Melancia (1.ª temporada)
A primeira temporada de Bicicleta e Melancia foi exibida entre 25 de outubro de 2010 e 25 de novembro de 2010 pelo canal pago Multishow, tendo sido escrita por Rodrigo Nogueira e dirigida por Jorge Nassaralla.

## Sinopse
Diana e Marco, os personagens protagonistas da série, se apaixonam, mas são totalmente diferentes um do outro e possuem dificuldade para superar essas diferenças ao longo da trama. Enquanto Diana é mais culta, Marco gosta de surfar e levar a vida sem muito compromisso.

## Elenco

### Principal
| Ator                 | Personagem      |
| -------------------- | --------------- |
| Daniel Dalcin        | Marco           |
| Vitória Frate        | Diana           |
| Igor Cosso           | Cláudio         |
| Sophia Abrahão       | Gabriela (Gabi) |
| Arthur Aguiar        | Estevão         |
| Bruno Gradim         | Gastão          |
| Helder Agostini      | Fred            |
| Fernando Alves Pinto | Antônio         |
| Fernanda Pontes      | Virgínia        |
| Ana Baird            | Marta           |